# Deftones
Deftones je americká alternative metalová skupina. Kapela pochází z Kalifornie a její počátek spadá do roku 1988. Členové Deftones jsou: Chino Moreno (zpěv a kytara), Stephen Carpenter (kytara), Frank Delgado (klávesy) a Abe Cunningham (bicí). Skupina vydala již devět studiových alb, jejich zatím poslední počin nese název Ohms.

## Historie

### Počátky (1989–1993)
Když bylo Carpenterovi 15 let, srazilo ho auto během ježdění na skateboardu. Kvůli nehodě musel strávit několik měsíců na invalidním křesle. V této době se sám začal učit na kytaru, přičemž hrál písně od skupin jako Anthrax, Stormtroopers of Death a Metallica. Říkalo se, že řidič oněho auta Carpenterovi zaplatil. Ten prý díky tomu nakoupil kapele potřebné vybavení, avšak bubeník Abe Cunningham sdělil v jednom rozhovoru, že šlo pouze o „mýtus jak naše skupina začala“.
Carpenter, Moreno a Cunningham chodili na stejnou školu. Byli to přátele od dětství a zůstali jimi skrz jejich společnou zálibu, skateboarding. Když se Moreno dozvěděl o Carpenterově zálibě v hraní na kytaru, rozhodl se, společně s Cunninghamem, k vytvoření kapely a od roku 1988 všichni tři nacvičovali v garáži. Poté, co skupina odzkoušela několik basáků, narazila na Chi Chenga, s kterým brzy nahráli 4stopé demo. Následující dva roky strávila kapela hraním v mnoha klubech po celé Kalifornii (San Francisco, Los Angeles atd.), kde se na pódiích setkali např. se skupinou Korn. Mezitím Deftones hledali vhodnou nahrávací společnost, která by jim poskytla smlouvu na nahrání desky. Nakonec se jim podařilo ohromit vydavatelství Maverick Records. Když jim Deftones nechali poslechnout tři své písně, ihned byla podepsána nahrávací smlouva.

### Adrenaline(1994–1996)
Debutové album od skupiny nese název Adrenaline, bylo nahráváno v Bad Animals Studiu v Seattlu ve Washingtonu a vydáno 3. října 1995. Jako producent této desky se představil Terry Date, který poté s Deftones produkoval další tři CD. Deska Adrenaline se zpočátku příliš dobře neprodávala, ovšem pořádání mnoha koncertů a propagace přes internet pomohly kapele vybudovat základnu fanoušků, stejně jako prodat 220 tisíc kusů nahrávky. Ani jednen ze singlů alba, „7 Words“ a „Bored“, se nedočkaly žádného hraní v rádiích a jejich hudební videa se nevysílala ani v jediné televizi. Deftones přispěli nezveřejněnou písní „Teething“ do soundtracku k filmu Vrána: Město andělů z roku 1996 a v jedné scéně jsou dokonce vidět při živém vystoupení. Píseň „Engine No. 9“ byla použita ve filmu Ctihodný občan a skupiny Korn a Suicide Silence vytvořily na tu samou píseň coververze.
Album strávilo 21 týdnů na Billboard Heatseekers chart, což je hitparáda pro nově se prosazující interprety, a dosáhlo 23. místa. Když se v jednom rozhovoru zeptali basáka Chenga, co je příčinou úspěchu Adrenaline, odpověděl: „Vytrvalost. Byli jsme pohromadě skoro osm let (na turné dva roky) a dělali jsme to poctivě a čestně.“ Desky se prodalo přes 500 tisíc kusů,  a tudíž byla organizací RIAA 7. července 1999 certifikována jako zlatá.
Co se týče nahrávání desky, Abe Cunningham sdělil: „V té době to bylo naše první album - které mám vpravdě rád a myslím si o něm jen dobré - můžete říci že kapela byla příliš mladá. Většinu písní jsem nahráli během vteřiny a měli jsme takovou radost, že jsme ani nepřemýšleli jako naše songy vylepšit.“ Moreno zase o albu řekl, že „bylo nahráno příliš rychle“. Všechen zpěv, který byl použit na albu, nahrál v místnosti s použitím klasického mikrofonu. Kritikové na CD chválili preciznost a překvapivě důmyslné tempo bicích. Na druhou stranu, kritici odsoudili povrchnost Morenových šeptavých melodií, které zbytečně kazily dojem recenzentů na Adrenaline.
Alba se nakonec prodalo přes milion kusů a ve Spojených státech bylo tudíž certifikováno 23. září 2008 jako platinové.

### Around the Fur(1997–1999)
Druhé studiové album od Deftones, Around the Fur, se tentokrát nahrávalo v studiu Litho v Seattle, přičemž producentem byl opět Terry Date. Deska zamířila do prodeje 26. října 1997. Kapela při tvorbě CD spolupracovala se zpěvákem Maxem Cavalerou (Sepultura/Soulfly/Cavalera Conspiracy) na písní „Headup“, která vzdávala hold Cavalerovu zesnulému nevlastnímu synovi Danovi Wellsovi, jemuž byla také celá nahrávka určena. Ačkoliv ještě nebyl členem skupiny, Frank Delgado se objevil jako spolutvůrce pěti písní a Cunninghamova žena Annalynn poskytla svůj hlas na písni „MX“.
„Když jsme se odebrali do studia, neměli jsme ani tušení, co vlastně chceme nahrát,“ uvedl Chino Moreno v rozhovoru pro časopis Chart v roce 1998. Deftones rozšířili škálu používaných zvuků, trávili více času s producentem Terrym Datem a celkově dávali zhotovení Around the Fur větší váhu. Album bylo kritiky přijímáno lépe než Adrenaline, hlavně díky střídání hlučné a tiché melodie, skvělé dynamice, Morenovu neobvyklému zpěvu a výborné rytmice zaručované Chengem a Cunnighamem. Stephen Thomas Erlewine, kritik Allmusic, zastával názor, že deskou Around the Fur se Deftones vydali tou správnou cestou.
CD bylo velmi očekávané a odstartovalo slávu Deftones jako nadějné alternative metalové kapely. Tentokrát se singly z alba, „My Own Summer (Shove It)“ a „Be Quiet and Drive (Far Away)“, dočkaly hraní v rádiích a jejich hudební videa byla dokonce odvysílána televizní stanicí MTV. Around the Fur se prodalo 43 tisíc kusů v otevíracím týdnu a vstoupilo do Billboard 200 na 29. místě a udrželo se v této hitparádě po dobu sedmnácti týdnů. Deftones se zúčastnili celé řady festivalů, jako např. Warped Tour, odehrávající se ve Spojených státech, Austrálii a na Novém Zélandu, Pinkpop Festival, Roskilde Festival a Ozzfest. Při této příležitosti skupina vypracovala EP Live, vydané 22. června 1999. Around the Fur byla 24. června 1999 certifikována v USA jako zlatá za prodeje vyšší než 500 tisíc. Píseň „My Own Summer (Shove It)“ zase našla své místo v soundtracku pro film The Matrix.

### White Pony(2000–2002)

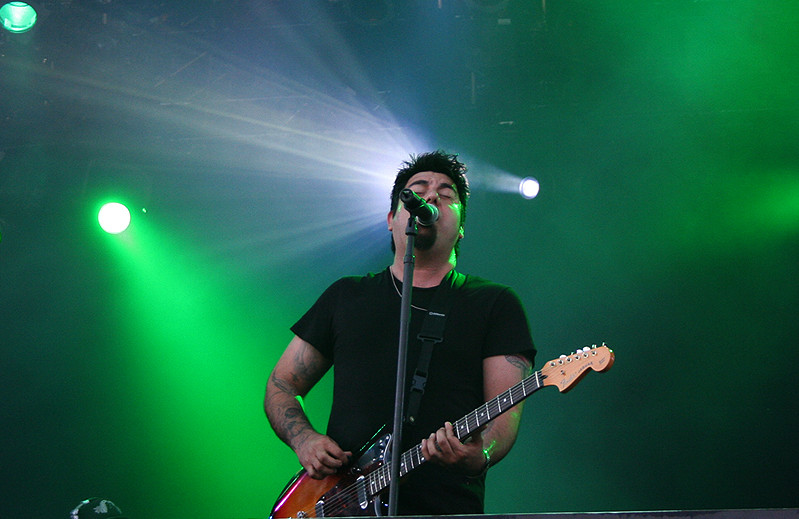
Zpěvák Chino Moreno, který figuroval na White Pony jako druhý kytarista

20. června 2000 spatřilo světlo světa třetí studiové album od Deftones, White Pony, produkované již známým Terry Datem. CD se nahrávalo v The Plant Studios, v San Franciscu, vKalifornii. Deska se vyšplhala na 3. místo v žebříčku Billboard 200 s 178 tisíce prodanými kusy v prvním týdnu. Frank Delgado (DJ Speedboat) byl již plnohodnotným členem kapely, přinášející nové prvky hudby do skupiny. Například, melancholická píseň „Teenager“ představuje radikální odklon od stylu Deftones. Tento „love song“, jak jí říká Chino Moreno, obsahuje nádech glitche a trip hopu, přičemž programování leželo na bedrech Morenova blízkého přítele, DJ Crooka. Spolupráce zpěváka Maynarda Jamese Keenana z Tool je prezentována v písni „Passenger“. Refrén songu „Knife Party“ uvádí zpěv Rodleeny Getsicové, a Scott Weiland nazpíval doprovodné vokály k písni „RX Queen“. Moreno je také na White Pony uváděn jako druhý kytarista.
V rozhovoru pro Alternative Press kapela popsala nahrávací proces White Pony. Poté, co se utrhli z koncertů, strávila skupina čtyři měsíce psaním a nahráváním White Pony, což byl do té doby nejdelší čas, co Deftones věnovali svému studiovému albu. Moreno vysvětlil, že většina tohoto času byla strávena psaním písní, a také že se z psaní písně „Change (In the House of Flies)“ stal důležitý bod, kdy začali Deftones pracovat jako sehraná parta. Navzdory tlaku, jakému byla kapela vystavena, nechtěli Deftones vydat desku ani o den dříve. Cheng dále informoval: „Necítili jsme, jako kdybychom neměli co ztratit, tudíž jsme zhotovili nahrávkou takovou, jaká měla být.“ Moreno nechtěl použít běžné melodie a slova, nýbrž chtěl do svých písni zakomponovat prvky fantazie, a jak sám řekl: „Většinou nezpívám ve svých písních o sobě samém, ale snažím se své já dostat pryč z písní a psát o jiných věcech.“
Ohlasy na White Pony byly zpravidla pozitivní, zaznamenávající stoupající sofistikaci Morenova zpěvu, stejně jako lyričnost a experimentalismus celé skupiny. Jeden kritik na adresu CD napsal: „Deftones změkli, ale působivou metodou.“
Originální album bylo vydáno s 11 skladbami, začínalo písní „Feiticeira“ a končilo songem „Pink Maggit“. Tato nahrávka měla také šedivý obal. V limitované edici (50 tisíc kusů) byl obal černý nebo červený a na desce se vyskytovala ještě píseň „The Boy's Republic“. Později Deftones vypustili do světa singl „Back to School (Mini Maggit)“, rapovou verzi písně „Pink Maggit“. Píseň „Back to School (Mini Maggit)“ byla součástí předběžné verze White Pony, dostávající se do prodeje v dubnu 2000, ale v originálním tracklistu White Pony nebyl. Když se singl „Back to School (Mini Maggit)“ v rádiích prosadil, vynutili si Deftones znovuvydání CD dne 3. října 2000. Tentokrát figurovala zmíněná píseň na prvním místě v tracklistu a obal byl pro změnu bílý. Kapela, ačkoliv nepříliš šťastná z této situace, dala singl „Back to School (Mini Maggit)“ zdarma k dispozici k digitálnímu stažení fanouškům, kteří si již White Pony koupili.
White Pony dosáhl platinové certifikace za prodeje přes milion kusů 17. července 2000 a v USA prodal přes 1,3 miliónů kopií. Píseň „Elite“ získala cenu Grammy za nejlepší metalové provedení pro rok 2001.

### Deftones(2003–2005)

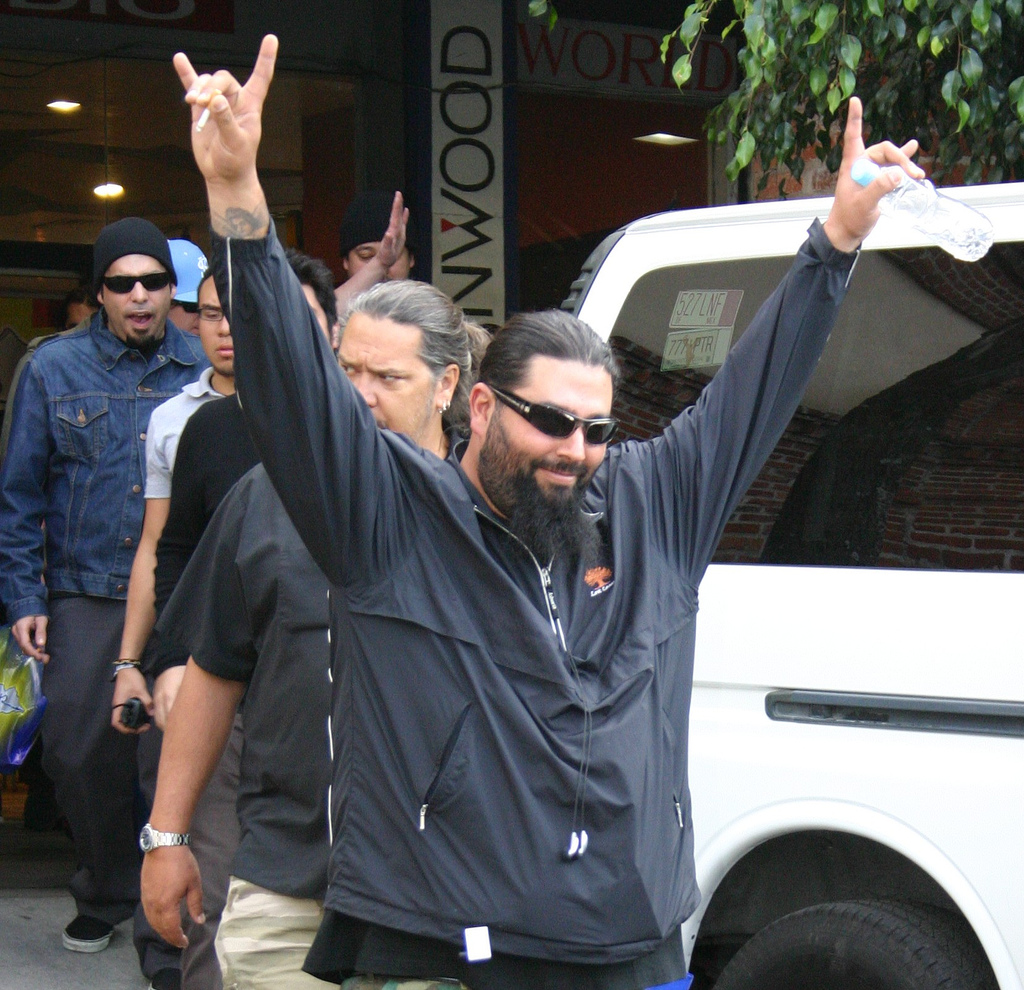
Stephen Carpenter, kytarista Deftones

Čtvrté album od kapely mělo pracovní název Lovers. S ohledem na produkci desky, Cheng konstatoval: „Chtěli jsme se hudebně vydat jakýmkoliv směrem a na této nahrávce jsme chtěli být tvrdí.“ Moreno podstoupil několik hlasových cvičení, jako prevenci vůči zranění hlasivek, při vystoupeních v roce 2001 se mu totiž něco podobného stávalo. Deftones předělali své zkušební místo v Sacramentu na plně vybavené studio, přičemž právě zde byla, za zanedbatelnou cenu, nahrávána největší část alba. Skupina k tvorbě CD naposledy přizvala Terryho Datea, a také obdrželi několik cenných rad od Grega Wellse, podílejícího se tak na několika písních zmíněného alba. Kapela později přidala ještě více materiálu ve Studiu X v Seattle a WA, Larrabee Studios v západním Hollywoodu. Celkově trvalo nahrávání desky 12 měsíců a stálo 2,5 milionů dolarů. Maverick records dokonce pokutovali Deftones za nesplnění domluveného termínu.
V lednu 2003 Deftones opustili studio, aby navštívili několik festivalů. Například v Austrálii a Novém Zélandu hostovali na obrovském Big Day Out. Brzy poté skupina vydala své čtvrté studiové album. Stejnojmenné CD Deftones se objevilo na pultech 20. května 2003. Deftones se dostalo na 2. místo v žebříčku Billboard 200 se 167 tisíce prodanými kusy v otevíracím týdnu. Nahrávka se na žebříčku Billboard Top 100 udržela po dobu devíti týdnů, podporována první singlem z alba, „Minerva“. Ačkoliv druhý singl „Hexagram“ nebyl zdaleka tak úspěšný, Deftones natočili k písni hudební video, kde je kapela při hraní písně obklopena svými fanoušky. Skupina ještě zhotovila hudební video pro píseň „Bloody Cape“, ovšem to se na televizních obrazovkách nikdy neobjevilo a bylo dostupné pouze na stránkách skupiny. Později bylo video pro „Bloody Cape“ obsaženo v jejich kompilačním albu B-Sides and Rarities.
Většina kritiků měla k Deftones kladný postoj, hodnotící jej jako tvrdé CD se správným spádem a originalitou, v době, kdy současný metal více méně stagnuje a upadá. Chino Moreno na to řekl: „Všechno je to na desce. Každému jsme ukázali, že nepatříme do té velké hromady nu-metalových kapel, protože když se těmto interpretům nedaří, my s nimi ke dnu nejdeme.“ V jedné recenzi na Deftones, kritik Stephen Thomas Erlewine prohlásil: „„Hexagram“, první skladba na nahrávce, udeří tvrdě - tvrději než jakákoliv píseň předtím, ukazující, jak změklí jsou Staind a jak bezzubí jsou Linkin Park," ale také napsal, „Deftones se trochu moc drží staré a známé tvorby.“ The A.V. Club s podobnou recenzí nazval album „méně hodnotné než předchůdce, avšak stále porážejícího každého rivala v tomto žánru.“ Deftones je v USA označeno zlatou certifikací za prodeje přes 500 tisíc kusů.
Kapela 4. října 2005 vypustila do světa své kompilační album B-Sides & Rarities. CD obsahuje velké množství písní, na které v klasických albech nezbylo místo. B-Sides & Rarities rovněž pojmulo různé coververze, ukázky živých vystoupeních a kompletní videografii Deftones.

### Saturday Night Wrist(2006–2007)

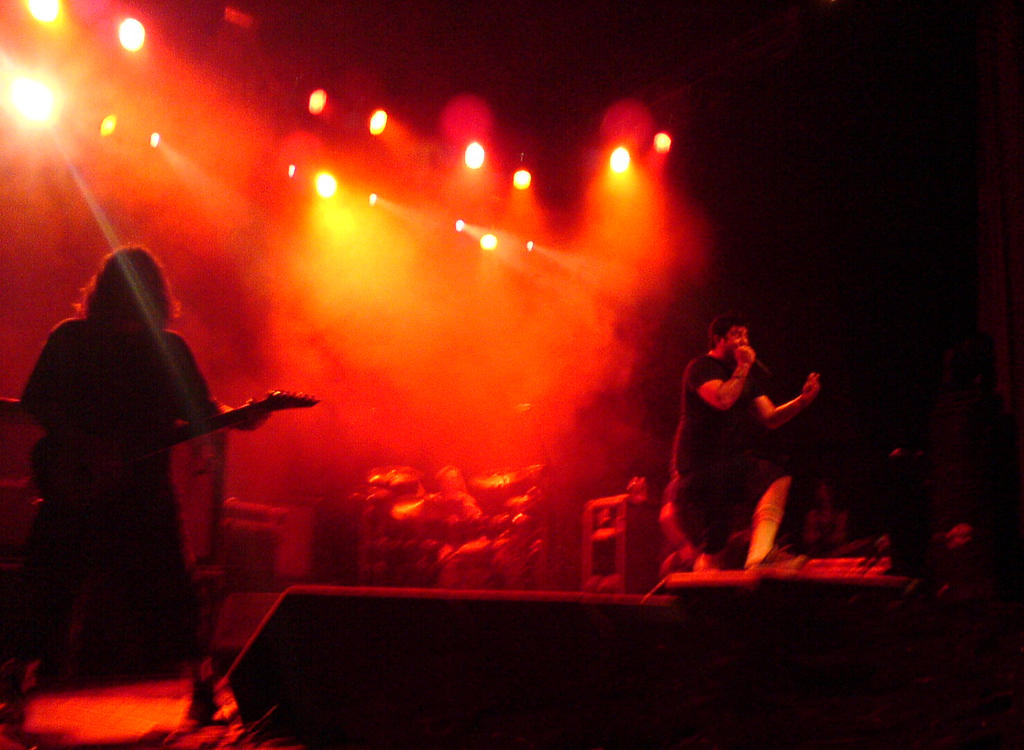
Deftones při živém vystoupení v Glasgow (červen 2006)

Saturday Night Wrist je název pátého studiového alba od Deftones, vydaného 31. října 2006. Deska debutovala na 10. místě Billboard 200, přičemž prodala v prvním týdnu něco přes 76 tisíc kopií. Umístění v Billboard 200 jasně dokazuje významné snížení prodejnosti Saturday Night Wrist oproti předchozím nahrávkám.
Spíše než spolupráci s dlouholetým producentem Terry Datem, rozhodli se Deftones, že album nahrají za pomoci Boba Ezrina. Abe Cunningham dále informoval: „Užívali jsme si produkci s Terry Datem, ale už jsme opravdu potřebovali změnu [...] A tohle je zcela jistě nepoznaný styl naší hudby“. Po nahrání všech potřebných instrumentů na CD, zpěvák Chino Moreno provedl rozhodnutí, že svůj zpěv nahraje odděleně od zbytku Saturday Night Wrist. Moreno tak dokončil nahrávání alba s bývalým kytaristou kapely Far, Shaunem Lopezem. Kolaborace na nahrávce zahrnuje zpěv Annie Hardy z Giant Drag na songu „Pink Cellphone“ a Serja Tankiana ze skupiny System of a Down na písni, a pozdějším singlu „Mein“.
První singl ze Saturday Night Wrist, „Hole in Earth“, poprvé zazněl v rádiích 16. října 2006. „Hole in Earth“ je také k dispozici ke stažení na PS3 & Xbox 360 verzi hry Guitar Hero 3. Druhý, a méně úspěšný, singl „Mein“ se dostal do rádií na jaře roku 2007.
V březnu 2007 měla deska Saturday Night Wrist na kontě 250 tisíc prodaných kusů v USA.
Deftones strávili většinu času v letech 2006 a 2007 koncertováním a pořádáním různých představení po celém světě. Kapela hrála na místech jako jsou Spojené státy, Kanada, Evropa, Jižní Amerika, Japonsko a Austrálie. Skupina také vystupovala na festivalech typu Taste of Chaos, Family Values Tour a Soundwave Festival v Austrálii.

### Erosa Chengova autonehoda (2008–2009)
Deftones pracovali na očekávaném šestém studiovém albu, Eros, od konce roku 2007. Chino Moreno popsal nahrávku jako tajemnou, neortodoxní, obsahující velkou dávku vytříbené atmosféry a mající, jak uvedl, „fuck you, I hope you die!“ styl agrese. Nahrávání započalo 14. února 2008 a jeho vydání bylo původně plánováno na jaro 2009, ovšem bylo později odloženo.
4. listopadu 2008 utrpěl basák Chi Cheng během autonehody těžké zranění v Santa Clara, vKalifornii. Důsledkem tohoto zranění upadl Cheng do kómatu. Chengova matka a členové kapely používali svůj blog k informování fanoušků o Chengově zdravotním stavu. 9. prosince 2008 byl Cheng převezen do jiné, nejmenované nemocnice, která se podle slov skupiny specializuje na „mozková zranění“
Ke konci ledna 2009 uvedli Deftones nové sdělení, začínající: „Náš padlý kamarád ještě neprojevil žádné známky zlepšení, a proto se stane Sergio Vega, bývalý člen Quicksand, novým prozatímním basákem kapely.“ Sergio Vega nebyl v Deftones poprvé, už jednou zastupoval Chenga při živých vystoupeních v roce 1998. 5. února hrála skupina na koncertě poprvé od roku 1998 bez basáka Chenga na Bamboozle Left Festival v Kalifornii. 20. května 2009 byla uvedena informace, že Chi Cheng už není pacientem intenzivní péče.
Brian „Head“ Welch a jeho dlouholetý přítel Reginald „Fieldy“ Arvizu, společně s dalšími členy Sevendust, Slipknot, Disturbed a jiným rock/metalovými kapelami zhotovili instrumentální píseň nazvanou „Song for Chi“, jejíž výtěžek byl věnován Chengově rodině.
V říjnu 2009 Deftones oznámili, že se připojili k Slipknot v jejich turné po různých místech Kanady a Spojených států. Bylo také ověřeno, že se Deftones zastaví na Smokeout festival v Kalifornii, aby podpořili vystoupení Cypress Hill.

### Diamond EyesaKoi No Yokan(2010–2013)

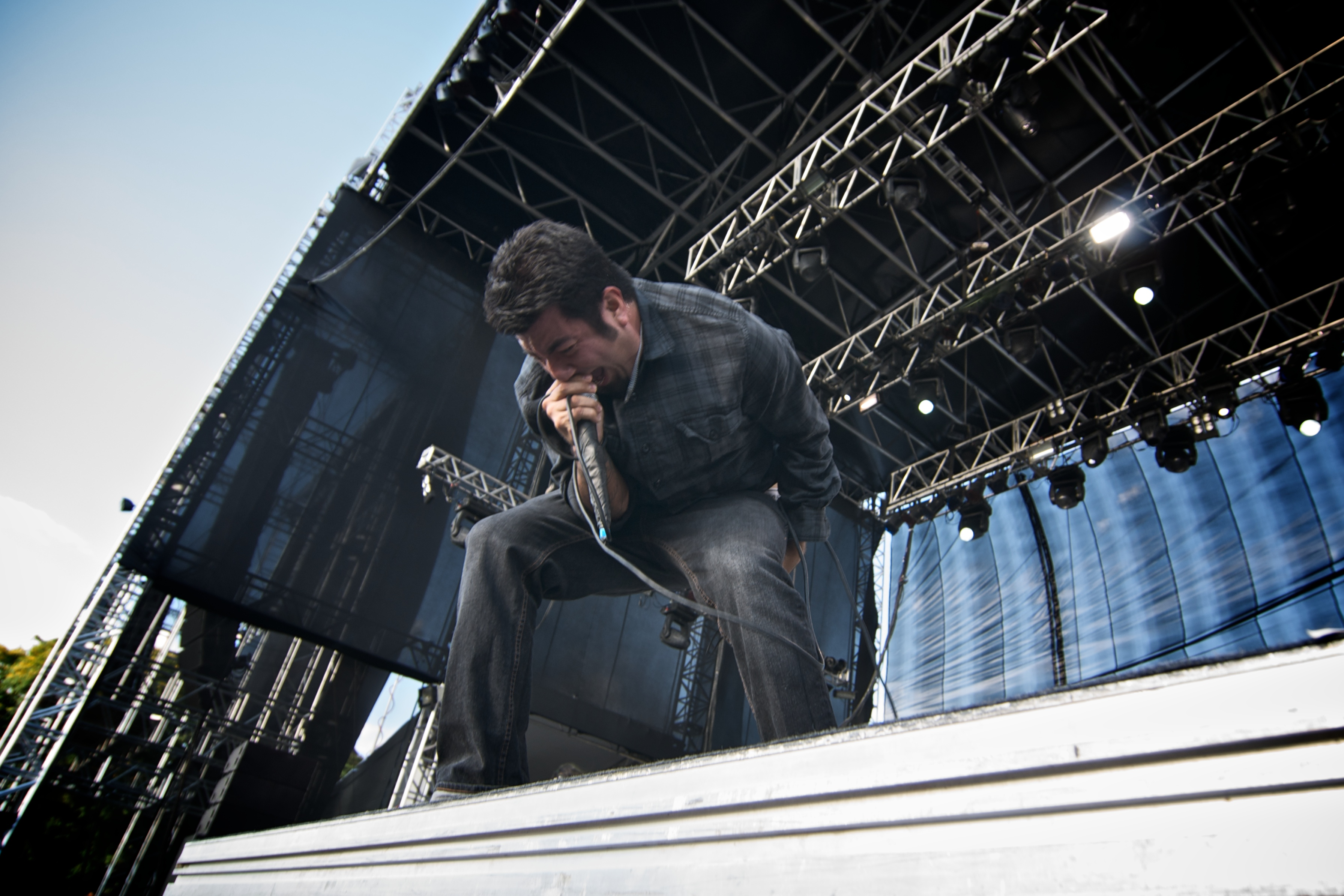
Chino Moreno při vystoupení v roce 2010

Deftones zkrze svůj oficiální web oznámili vydání nového alba na 4. květen 2010 (dříve uváděný datum zněl 18. května), přičemž název desky zní Diamond Eyes. Na počátku toho samého roku se kapela rozhodla svou nahrávku Eros ponechat v záloze, s neurčenou dobou vydání. 23. února 2010 byl singl „Rocket Skates“ z Diamond Eyes dostupný ke stažení.
Producentem CD se stal Nick Raskulinecz (producent skupin Foo Fighters, Ash, Trivium, Stone Sour, Danzig, Velvet Revolver, Shadows Fall, Marilyn Manson, Rush, Coheed a Cambria). Basák Sergio Vega zastoupil Chi Chenga na zmíněném albu.
V roce 2010 Deftones vystupovali na Download Festivalu, Rock on the Range a Vive Latino.
10. března zveřejnila kapela oficiální video k písni „Rocket Skates“ 15. března se v rádiích objevil singl „Diamond Eyes“. Obě písně, „Diamond Eyes“ a „Rocket Skates“, měly skvělé ohlasy od kritiků, kteří přirovnávají songy k dřívější tvorbě Deftones, především k albu Around the Fur. Skladba „Sextape“ byla realizována jako singl ve Velké Británii a poslední písní vyslanou do rádií je „You've Seen the Butcher“.
Diamond Eyes vyšlo 4. května a umístilo se na 6. místě v Billboard 200 s 67 tisíce prodanými kusy v prvním týdnu. Deska se dočkala velmi kladných recenzí od kritiků.
Ke konci roku 2010 podnikli Deftones turné po Spojených státech a Kanadě společně s kapelami Mastodon a Alice in Chains. Turné se jmenovalo Blackdiamondskye, tento název vznikl ze spojení slov, které obsahují názvy posledních alb těchto skupin (Black Gives Way to Blue, Diamond Eyes, a Crack the Skye). Album Koi No Yokan bylo vydáno v roce 2012.

### Chengova smrt aGore(2013–2017)
13. dubna 2013, přestože se částečně zotavil a vrátil se domů, Cheng zemřel v důsledku zástavy srdce. Moreno v květnu oznámil, že album Eros, které bylo odloženo v roce 2008 po Chengově nehodě, nyní s velkou pravděpodobností vyjde.
Deftones v začátku roku 2014 oznámili, že mají v úmyslu nahrát nové album buď koncem roku 2014 nebo začátkem roku 2015. 13. dubna 2014, rok po Chengově smrti, vydali Deftones na YouTube skladbu z alba Eros s názvem „Smile“ první oficiálně vydaný materiál z odloženého alba, ovšem video bylo odstraněno vydavatelstvím Warner Music Group o dva dny později kvůli porušení autorských práv. Přestože byla skladba opět zpřístupněna, zůstává jedinou dosud vydanou nahrávkou z alba Eros.
Na konci února 2015, uvedl Moreno v rozhovoru pro Rolling Stone, že Deftones pro nové album napsali 16 písní. Album popsal jako „trochu opojnější“ než to předchozí. 15. května 2015 poskytl Moreno rozhovor Kerrang! o novém albu, které popsal jako "plné mnoha různých nálad". Uvedl, že album nebude „šťastné“, ale také „ne úplně zuřivé“. 27. ledna kapela zveřejnila na svých webových stránkách krátkou upoutávku potvrzující zvěsti že název alba bude Gore.
Vydání alba bylo z původního září 2015 několikrát posunuto. 4. února 2016 kapela vydala první singl z alba Gore s názvem „Prayers / Triangles“. Před vydáním celého alba byly také zveřejněny další dva singly "Doomed User" a "Hearts / Wires". Gore bylo oficiálně vydáno 8. dubna 2016. Album získalo uznání od hudebních kritiků a umístilo se na druhém místě na žebříčku Billboard 200.

### Ohms a Vegův odchod (2017–2024)
V roce 2017 Moreno odhalil, že Deftones začali připravovat své deváté studiové album, které hodlají vydat někdy v roce 2019. V květnu Moreno uvedl že nové album bude „výrazně tvrdší“ než to minulé. V ten samý měsíc se Deftones vydali na jihoamerické turné.
20. srpna 2020 kapela oznámila že název alba bude Ohms a že vyjde 25. září 2020. První singl stejného jména vyšel 21. srpna. 17. září kapela vydala druhý singl „Genesis“. 22. září kapela oznámila svou kampaň „Adopt-a-Dot“, ve které mohli fanoušci digitálně podpořit album Ohms prostřednictvím charitativního daru.
V říjnu 2020 oficiálně oznámili, že reedice White Pony k dvacátému výročí alba, vyjde v prosinci téhož roku. Reedice vyšla společně s albem Black Stallion, jež obsahovalo remixy s jinými umělci včetně Mika Shinoda z Linkin Park, Roberta Smitha a DJ Shadow.
Deftones dvakrát odložili své společné turné s kapelou Gojira na podporu alba Ohms kvůli pandemii COVID-19.
V březnu 2022 bylo oznámeno, že basák Sergio Vega opustil kapelu na začátku roku 2021, přičemž Vega tvrdil, že nikdy nebyl oficiálním členem kapely. Následující měsíc bylo oznámeno, že ke kapele se připojil Fred Sablan jako Vegův náhradník na turné. Ke kapele se na turné také připojil kytarista Lance Jackman. který také později nahradil Carpentera na evropském turné kapely.

### Private Music(2024–současnost)
V dubnu 2024 Chino Moreno v rozhovoru pro KROQ řekl, že skupina dokončila většinu svého desátého studiového alba. Uvedl že instrumentální část alba je již hotová, ovšem ještě je nutné nahrát vokály.
V září 2024 Deftones oznámili turné po Severní Americe v roce 2025, první turné kapely od roku 2022. 4. listopadu 2024 kapela oznámila, že 29. června 2025 budou hrát v Crystal Palace Park v Londýně společně s kapelami Weezer a High Vis. V březnu 2025 bylo odhaleno, že skupina 28. června 2025 bude hrát na britském hudebním festivalu Glastonbury, poprvé od roku 1998. Kapela ovšem musela v daný den zrušit své vystoupení z důvodů onemocnění jednoho z členů.
10. července 2025 oznámila kapela vydání svého desátého studiového alba nazvaného Private Music. Ve stejný den byl vydán Singl „My Mind Is a Mountain“. Osmého srpna 2025 vyšel další singl s názvem „Milk of the Madonna“.

## Hudební styl a vlivy
Ačkoliv se zpočátku jevili Deftones jako heavy metalová kapela, jejich hudba měla vždy prvky více stylů, které uměla patřičně využít. Hudební styl kapely je většinou popisován jako alternative metal, art rock, dream pop, experimental rock, nu metal, post-grunge, progressive rock, alternative rock, a rap metal.. Jejich kompilace, B Sides & Rarities, obsahuje coververze písní od oblíbených umělců, hrající metal, hard rock (Lynyrd Skynyrd), post-hardcore (Helmet a Jawbox), gothic rock, art rock, new wave (Duran Duran, Cocteau Twins a The Cure), R&B (Sade Adu) a hip hop (Cypress Hill).
Deftones jsou často chváleni za svůj inovativní přístup k hudbě, přičemž je to také jedna z mála kapel, která má u kritiků úspěch a přitom se může chlubit slušnými prodeji. Jak napsal recenzent Johnny Loftus: „Kritici často ponechávají Deftones speciální místo, pryč od metalových skupin posledních let [....] Deftones byli vždy více kuriózní a nezávislí než ostatní interpreti.“

## Diskografie

### Studiová alba
| Rok                                                    | Název alba                                                                                                   | Umístění v hitparádách | Umístění v hitparádách | Umístění v hitparádách | Umístění v hitparádách | Umístění v hitparádách | Umístění v hitparádách | Umístění v hitparádách | Umístění v hitparádách | Umístění v hitparádách | Umístění v hitparádách | Umístění v hitparádách | Umístění v hitparádách | Umístění v hitparádách | US prodeje  | Certifikace                               |
| Rok                                                    | Název alba                                                                                                   | US                     | UK                     | AUS                    | IRL                    | SWI                    | AUT                    | FRA                    | NLD                    | BEL                    | SWE                    | FIN                    | NOR                    | NZ                     | US prodeje  | Certifikace                               |
| ------------------------------------------------------ | --- | ---------------------- | ---------------------- | ---------------------- | ---------------------- | ---------------------- | ---------------------- | ---------------------- | ---------------------- | ---------------------- | ---------------------- | ---------------------- | ---------------------- | ---------------------- | ----------- | ----------------------------------------- |
| 1995                                                   | Adrenaline - Vydáno: 1. října 1995 - Vydavatel: Maverick Records/Warner Bros. (#9 46054-2) - Formát: CD      | 23                     | —                      | —                      | —                      | —                      | —                      | —                      | —                      | —                      | —                      | —                      | —                      | —                      | 1,000 000+  | RIAA: Platinová BPI: Stříbrná             |
| 1997                                                   | Around the Fur - Vydáno: 28. října 1997 - Vydavatel: Maverick Records/Warner Bros. (#9 46810-2) - Formát: CD | 29                     | 56                     | —                      | —                      | —                      | —                      | 41                     | 99                     | —                      | —                      | 32                     | —                      | —                      | 760,000+    | RIAA: Zlatá BPI: Stříbrná                 |
| 2000                                                   | White Pony - Vydáno: 20. června 2000 - Vydavatel: Maverick Records (#9362-47667-2) - Formát: CD              | 3                      | 13                     | 2                      | 21                     | 68                     | 39                     | 6                      | 27                     | 27                     | 35                     | 13                     | 19                     | 14                     | 1 ,300 000+ | RIAA: Platinová CRIA: Zlatá BPI: Stříbrná |
| 2003                                                   | Deftones - Vydáno: 20. května 2003 - Vydavatel: Maverick Records (#9362-48391-2) - Formát: CD                | 2                      | 7                      | 4                      | 14                     | 19                     | 20                     | 14                     | 22                     | 29                     | 23                     | 9                      | 18                     | 2                      | 567,000+    | RIAA: Zlatá CRIA: Zlatá                   |
| 2006                                                   | Saturday Night Wrist - Vydáno: 31. října 2006 - Vydavatel: Maverick Records (#9362-43239-2) - Formát: CD     | 10                     | 33                     | 26                     | 5                      | 31                     | 18                     | 33                     | 63                     | —                      | 35                     | 33                     | 32                     | 8                      | 250,000+    |                                           |
| 2010                                                   | Diamond Eyes - Vydáno: 4. května 2010 - Vydavatel: Reprise Records/Warner Bros. Records - Formát: CD         | 6                      | 26                     | 22                     | 45                     | 11                     | 13                     | 23                     | 55                     | 31                     | 25                     | 12                     | 17                     | 8                      |             |                                           |
| 2012                                                   | Koi No Yokan - Vydáno: 2012 - Vydavatel: Warner Bros. Records - Formát:                                      | 11                     | 30                     | 16                     | 49                     | 22                     | 25                     | 30                     | 28                     | 51                     | —                      | 35                     | —                      | 8                      |             |                                           |
| 2016                                                   | Gore - Vydáno: 2016 - Vydavatel: Warner Bros. Records - Formát:                                              | ?                      | ?                      | ?                      | ?                      | ?                      | ?                      | ?                      | ?                      | ?                      | ?                      | ?                      | ?                      | ?                      |             |                                           |
| 2020                                                   | Ohms |                        |                        |                        |                        |                        |                        |                        |                        |                        |                        |                        |                        |                        |             |                                           |
| 202                                                    | Private Music                                                                                                |                        |                        |                        |                        |                        |                        |                        |                        |                        |                        |                        |                        |                        |             |                                           |
| — znamená album, které se neumístilo v dané hitparádě. | |                        |                        |                        |                        |                        |                        |                        |                        |                        |                        |                        |                        |                        |             |                                           |

### Kompilace
| Rok                                                    | Název alba | Umístění v hitparádách | Umístění v hitparádách | Umístění v hitparádách | Umístění v hitparádách | Umístění v hitparádách | Umístění v hitparádách | Umístění v hitparádách | Umístění v hitparádách | Umístění v hitparádách | Umístění v hitparádách | Umístění v hitparádách | Umístění v hitparádách | Umístění v hitparádách | US prodeje | Certifikace |
| Rok                                                    | Název alba | US                     | UK                     | AUS                    | IRL                    | SWI                    | AUT                    | FRA                    | NLD                    | BEL                    | SWE                    | FIN                    | NOR                    | NZ                     | US prodeje | Certifikace |
| ------------------------------------------------------ | --- | ---------------------- | ---------------------- | ---------------------- | ---------------------- | ---------------------- | ---------------------- | ---------------------- | ---------------------- | ---------------------- | ---------------------- | ---------------------- | ---------------------- | ---------------------- | ---------- | ----------- |
| 2005                                                   | B-Sides & Rarities - Vydáno: 4. října 2005 - Vydavatel: Rhino Entertainment/Maverick Records (#R2 76460) - Formát: CD | 43                     | —                      | 30                     | —                      | 93                     | 54                     | 59                     | —                      | —                      | —                      | —                      | —                      | —                      |            |             |
| — znamená album, které se neumístilo v dané hitparádě. | |                        |                        |                        |                        |                        |                        |                        |                        |                        |                        |                        |                        |                        |            |             |

### Dema
| Rok                                                    | Název dema                                                                   | Umístění v hitparádách | Umístění v hitparádách | Umístění v hitparádách | Umístění v hitparádách | Umístění v hitparádách | Umístění v hitparádách | Umístění v hitparádách | Umístění v hitparádách | Umístění v hitparádách | Umístění v hitparádách | Umístění v hitparádách | Umístění v hitparádách | Umístění v hitparádách | US prodeje | Certifikace |
| Rok                                                    | Název dema                                                                   | US                     | UK                     | AUS                    | IRL                    | SWI                    | AUT                    | FRA                    | NLD                    | BEL                    | SWE                    | FIN                    | NOR                    | NZ                     | US prodeje | Certifikace |
| ------------------------------------------------------ | ---------------------------------------------------------------------------- | ---------------------- | ---------------------- | ---------------------- | ---------------------- | ---------------------- | ---------------------- | ---------------------- | ---------------------- | ---------------------- | ---------------------- | ---------------------- | ---------------------- | ---------------------- | ---------- | ----------- |
| 1993                                                   | (Like) Linus - Vydáno: 30. listopadu 1993 - Vydavatel: Deftones - Formát: CD | —                      | —                      | —                      | —                      | —                      | —                      | —                      | —                      | —                      | —                      | —                      | —                      | —                      |            |             |
| — znamená album, které se neumístilo v dané hitparádě. |                                                                              |                        |                        |                        |                        |                        |                        |                        |                        |                        |                        |                        |                        |                        |            |             |

### EP
| Rok  | Název EP |
| ---- | --- |
| 1998 | Live - Vydáno: 22. června 1999 - Vydavatel: Maverick Records/Warner Bros. - Formát: CD                         |
| 2001 | Back to School (Mini Maggit) - Vydáno: 12. března 2001 - Vydavatel: Maverick Records/Warner Bros. - Formát: CD |

## Singly
| Rok                                                   | Singl                            | Umístění v hitparádách | Umístění v hitparádách | Umístění v hitparádách | Umístění v hitparádách | Umístění v hitparádách | Album                |
| Rok                                                   | Singl                            | US                     | US Alt.                | US Main.               | AUS                    | UK                     | Album                |
| ----------------------------------------------------- | -------------------------------- | ---------------------- | ---------------------- | ---------------------- | ---------------------- | ---------------------- | -------------------- |
| 1995                                                  | „7 Words“                        | —                      | —                      | —                      | —                      | —                      | Adrenaline           |
| 1996                                                  | „Bored“                          | —                      | —                      | —                      | —                      | —                      | Adrenaline           |
| 1997                                                  | „My Own Summer (Shove It)“       | —                      | —                      | —                      | —                      | 29                     | Around the Fur       |
| 1998                                                  | „Be Quiet and Drive (Far Away)“  | —                      | —                      | 29                     | —                      | 50                     | Around the Fur       |
| 2000                                                  | „Change (In the House of Flies)“ | 105                    | 3                      | 9                      | —                      | 53                     | White Pony           |
| 2000                                                  | „Back to School (Mini Maggit)“   | —                      | 27                     | 35                     | 26                     | 35                     | White Pony           |
| 2001                                                  | „Digital Bath“                   | —                      | 16                     | 38                     | —                      | —                      | White Pony           |
| 2003                                                  | „Minerva“                        | 120                    | 9                      | 16                     | 50                     | 15                     | Deftones             |
| 2003                                                  | „Hexagram“                       | —                      | —                      | —                      | —                      | 68                     | Deftones             |
| 2006                                                  | „Hole in the Earth“              | —                      | 18                     | 19                     | —                      | 69                     | Saturday Night Wrist |
| 2007                                                  | „Mein“                           | —                      | —                      | 40                     | —                      | —                      | Saturday Night Wrist |
| 2010                                                  | „Rocket Skates“                  | —                      | —                      | —                      | —                      | —                      | Diamond Eyes         |
| 2010                                                  | „Diamond Eyes“                   | —                      | 16                     | 10                     | —                      | —                      | Diamond Eyes         |
| 2010                                                  | „Sextape“                        | —                      | —                      | —                      | —                      | —                      | Diamond Eyes         |
| 2010                                                  | „You've Seen the Butcher“        | —                      | —                      | 21                     | —                      | —                      | Diamond Eyes         |
| — znamená singl, který se neumístil v dané hitparádě. |                                  |                        |                        |                        |                        |                        |                      |